# Davisov pokal 2005
Davisov pokal 2005 je bil štiriindevetdeseti teniški turnir Davisov pokal.

## Izidi

### Svetovna skupina
| Sodelujoče reprezentance | Sodelujoče reprezentance | Sodelujoče reprezentance | Sodelujoče reprezentance |
| Argentina                | Avstralija               | Avstrija                 | Belorusija               |
| Češka                    | Čile                     | Hrvaška                  | Francija                 |
| Nizozemska               | Romunija                 | Rusija                   | Slovaška                 |
| Španija                  | Švedska                  | Švica                    | 30                       |
| ------------------------ | ------------------------ | ------------------------ | ------------------------ |

|  | Prvi krog 4.-6. marec                    | Prvi krog 4.-6. marec      | Prvi krog 4.-6. marec          |                                          |            | Četrtfinale 15.-17. julij | Četrtfinale 15.-17. julij                | Četrtfinale 15.-17. julij |   |   | Polfinale 23.-25. september | Polfinale 23.-25. september              | Polfinale 23.-25. september |   |  | Finale 2.-4. december | Finale 2.-4. december | Finale 2.-4. december |
|  |                                          |                            |                                |                                          |            |                           |                                          |                           |   |   |                             |                                          |                             |   |  |                       |                       |                       |
|  | Bratislava, Slovaška (dvorana trda pod.) |                            |                                |                                          |            |                           |                                          |                           |   |   |                             |                                          |                             |   |  |                       |                       |                       |
|  | 1                                        | Španija                    | 1                              |                                          |            |                           |                                          |                           |   |   |                             |                                          |                             |   |  |                       |                       |                       |
|  | 1                                        | Španija                    | 1                              | Bratislava, Slovaška (dvorana trda pod.) |            |                           |                                          |                           |   |   |                             |                                          |                             |   |  |                       |                       |                       |
|  |                                          | Slovaška                   | 4                              |                                          |            |                           |                                          |                           |   |   |                             |                                          |                             |   |  |                       |                       |                       |
|  |                                          | Slovaška                   | 4                              |                                          | Slovaška   | 4                         |                                          |                           |   |   |                             |                                          |                             |   |  |                       |                       |                       |
|  | Fribourg, Švica (dvorana trda pod.)      |                            |                                |                                          | Slovaška   | 4                         |                                          |                           |   |   |                             |                                          |                             |   |  |                       |                       |                       |
|  |                                          |                            | Nizozemska                     | 1                                        |            |                           |                                          |                           |   |   |                             |                                          |                             |   |  |                       |                       |                       |
|  | 7                                        | Švica                      | Nizozemska                     | 1                                        | 2          |                           |                                          |                           |   |   |                             |                                          |                             |   |  |                       |                       |                       |
|  | 7                                        | Švica                      |                                |                                          | 2          |                           | Bratislava, Slovaška (dvorana trda pod.) |                           |   |   |                             |                                          |                             |   |  |                       |                       |                       |
|  |                                          | Nizozemska                 | 3                              |                                          |            |                           |                                          |                           |   |   |                             |                                          |                             |   |  |                       |                       |                       |
|  |                                          |                            |                                |                                          |            |                           |                                          | Slovaška                  | 4 |   |                             |                                          |                             |   |  |                       |                       |                       |
|  | Sydney, Avstralija (trava)               |                            |                                |                                          |            |                           |                                          | Slovaška                  | 4 |   |                             |                                          |                             |   |  |                       |                       |                       |
|  |                                          | 6                          | Argentina                      | 1                                        |            |                           |                                          |                           |   |   |                             |                                          |                             |   |  |                       |                       |                       |
|  | 4                                        | 6                          | Argentina                      | 1                                        | Avstralija | 5                         |                                          |                           |   |   |                             |                                          |                             |   |  |                       |                       |                       |
|  | 4                                        | Sydney, Avstralija (trava) |                                |                                          | Avstralija | 5                         |                                          |                           |   |   |                             |                                          |                             |   |  |                       |                       |                       |
|  |                                          | Avstrija                   | 0                              |                                          |            |                           |                                          |                           |   |   |                             |                                          |                             |   |  |                       |                       |                       |
|  |                                          | Avstrija                   | 0                              | 4                                        | Avstralija | 1                         |                                          |                           |   |   |                             |                                          |                             |   |  |                       |                       |                       |
|  | Buenos Aires, Argentina (pesek)          |                            |                                | 4                                        | Avstralija | 1                         |                                          |                           |   |   |                             |                                          |                             |   |  |                       |                       |                       |
|  |                                          | 6                          | Argentina                      | 4                                        |            |                           |                                          |                           |   |   |                             |                                          |                             |   |  |                       |                       |                       |
|  | 6                                        | 6                          | Argentina                      | 4                                        | Argentina  | 5                         |                                          |                           |   |   |                             |                                          |                             |   |  |                       |                       |                       |
|  | 6                                        |                            |                                |                                          | Argentina  | 5                         |                                          |                           |   |   |                             | Bratislava, Slovaška (dvorana trda pod.) |                             |   |  |                       |                       |                       |
|  |                                          | Češka                      | 0                              |                                          |            |                           |                                          |                           |   |   |                             |                                          |                             |   |  |                       |                       |                       |
|  |                                          |                            |                                |                                          |            |                           |                                          |                           |   |   |                             |                                          | Slovaška                    | 2 |  |                       |                       |                       |
|  | Moskva, Rusija (dvorana)                 |                            |                                |                                          |            |                           |                                          |                           |   |   |                             |                                          | Slovaška                    | 2 |  |                       |                       |                       |
|  |                                          |                            | Hrvaška                        | 3                                        |            |                           |                                          |                           |   |   |                             |                                          |                             |   |  |                       |                       |                       |
|  |                                          | Čile                       | Hrvaška                        | 3                                        | 1          |                           |                                          |                           |   |   |                             |                                          |                             |   |  |                       |                       |                       |
|  |                                          | Čile                       | Moskva, Rusija (dvorana pesek) |                                          | 1          |                           |                                          |                           |   |   |                             |                                          |                             |   |  |                       |                       |                       |
|  | 5                                        | Rusija                     | 4                              |                                          |            |                           |                                          |                           |   |   |                             |                                          |                             |   |  |                       |                       |                       |
|  | 5                                        | Rusija                     | 4                              |                                          | 5          | Rusija                    | 3                                        |                           |   |   |                             |                                          |                             |   |  |                       |                       |                       |
|  | Strasbourg, Francija (dvorana pesek)     |                            |                                |                                          | 5          | Rusija                    | 3                                        |                           |   |   |                             |                                          |                             |   |  |                       |                       |                       |
|  |                                          | 3                          | Francija                       | 2                                        |            |                           |                                          |                           |   |   |                             |                                          |                             |   |  |                       |                       |                       |
|  |                                          | 3                          | Francija                       | 2                                        | Švedska    | 1                         |                                          |                           |   |   |                             |                                          |                             |   |  |                       |                       |                       |
|  |                                          |                            |                                |                                          | Švedska    | 1                         | Split, Hrvaška (dvorana)                 |                           |   |   |                             |                                          |                             |   |  |                       |                       |                       |
|  | 3                                        | Francija                   | 4                              |                                          |            |                           |                                          |                           |   |   |                             |                                          |                             |   |  |                       |                       |                       |
|  | 3                                        | Francija                   | 4                              |                                          |            |                           |                                          |                           |   | 5 | Rusija                      | 2                                        |                             |   |  |                       |                       |                       |
|  | Braşov, Romunija (dvorana pesek)         |                            |                                |                                          |            |                           |                                          |                           |   | 5 | Rusija                      | 2                                        |                             |   |  |                       |                       |                       |
|  |                                          |                            | Hrvaška                        | 3                                        |            |                           |                                          |                           |   |   |                             |                                          |                             |   |  |                       |                       |                       |
|  |                                          | Romunija                   | Hrvaška                        | 3                                        | 3          |                           |                                          |                           |   |   |                             |                                          |                             |   |  |                       |                       |                       |
|  |                                          | Romunija                   | Split, Hrvaška (dvorana)       |                                          | 3          |                           |                                          |                           |   |   |                             |                                          |                             |   |  |                       |                       |                       |
|  | 8                                        | Belorusija                 | 2                              |                                          |            |                           |                                          |                           |   |   |                             |                                          |                             |   |  |                       |                       |                       |
|  | 8                                        | Belorusija                 | 2                              |                                          |            | Romunija                  | 1                                        |                           |   |   |                             |                                          |                             |   |  |                       |                       |                       |
|  | Carson, CA, ZDA (trda pod.)              |                            |                                |                                          |            | Romunija                  | 1                                        |                           |   |   |                             |                                          |                             |   |  |                       |                       |                       |
|  |                                          |                            | Hrvaška                        | 4                                        |            |                           |                                          |                           |   |   |                             |                                          |                             |   |  |                       |                       |                       |
|  |                                          | Hrvaška                    | Hrvaška                        | 4                                        | 3          |                           |                                          |                           |   |   |                             |                                          |                             |   |  |                       |                       |                       |
|  |                                          | Hrvaška                    |                                |                                          | 3          |                           |                                          |                           |   |   |                             |                                          |                             |   |  |                       |                       |                       |
|  | 2                                        | ZDA                        | 2                              |                                          |            |                           |                                          |                           |   |   |                             |                                          |                             |   |  |                       |                       |                       |

#### Finale
| Sibamac Arena National Tennis Centre, Bratislava, Slovaška 2. december - 4. december 2005 trda pod. (dvorana) |                    |                                                              |                     |     |      |     |     |  |
| \| \| \| \| 1 \| 2 \| 3 \| 4 \| 5 \| \| \| - \| \| ------------------------------------------------------------ \| ------------------- \| --- \| ---- \| --- \| --- \| \| \| 1 \| \| Karol Kučera Ivan Ljubičić \| 3 6 \| 4 6 \| 3 6 \| \| \| \| \| 2 \| \| Dominik Hrbatý Mario Ančić \| 7 64 \| 6 4 \| 64 7 \| 6 4 \| \| \| \| 3 \| \| Dominik Hrbatý / Michal Mertiňák Mario Ančić / Ivan Ljubičić \| 65 7 \| 3 6 \| 65 7 \| \| \| \| \| 4 \| \| Dominik Hrbatý Ivan Ljubičić \| 4 6 \| 6 3 \| 6 4 \| 3 6 \| 6 4 \| \| \| 5 \| \| Michal Mertiňák Mario Ančić \| 60.99999999999998 7 \| 3 6 \| 4 6 \| \| \| \| |                    |                                                              |                     |     |      |     |     |  |
| |                    |                                                              | 1                   | 2   | 3    | 4   | 5   |  |
| 1 | Slovaška · Hrvaška | Karol Kučera Ivan Ljubičić                                   | 3 6                 | 4 6 | 3 6  |     |     |  |
| 2 | Slovaška · Hrvaška | Dominik Hrbatý Mario Ančić                                   | 7 64                | 6 4 | 64 7 | 6 4 |     |  |
| 3 | Slovaška · Hrvaška | Dominik Hrbatý / Michal Mertiňák Mario Ančić / Ivan Ljubičić | 65 7                | 3 6 | 65 7 |     |     |  |
| 4 | Slovaška · Hrvaška | Dominik Hrbatý Ivan Ljubičić                                 | 4 6                 | 6 3 | 6 4  | 3 6 | 6 4 |  |
| 5 | Slovaška · Hrvaška | Michal Mertiňák Mario Ančić                                  | 60.99999999999998 7 | 3 6 | 4 6  |     |     |  |

#### Boj za obstanek
Datum: 23.-25. september
| Prizorišče                       | Zmagovalec | Rezultat | Poraženec           |
| -------------------------------- | ---------- | -------- | ------------------- |
| Pörtschach, Avstrija (trda pod.) | Avstrija   | 4-1      | Ekvador             |
| Toronto, Kanada (trda pod.)      | Belorusija | 3-2      | Kanada              |
| Santiago, Čile (pesek)           | Čile       | 5-0      | Pakistan            |
| Liberec, Češka (dvorana pesek)   | Nemčija    | 3-2      | Češka               |
| Torre del Greco, Italija (pesek) | Španija    | 3-2      | Italija             |
| New Delhi, Indija (trava)        | Švedska    | 3-1      | Indija              |
| Geneva, Švica (dvorana pesek)    | Švica      | 5-0      | Združeno kraljestvo |
| Leuven, Belgija (dvorana pesek)  | ZDA        | 4-1      | Belgija             |

### Ameriški del

#### Skupina I
| Sodelujoče reprezentance | Sodelujoče reprezentance | Sodelujoče reprezentance | Sodelujoče reprezentance |
| 20                       | Ekvador                  | Mehika                   |                          |
| Paragvaj                 | Peru                     | Venezuela                |                          |
| ------------------------ | ------------------------ | ------------------------ | ------------------------ |

#### Skupina II
| Sodelujoče reprezentance | Sodelujoče reprezentance | Sodelujoče reprezentance | Sodelujoče reprezentance |
| Bahami                   | Brazilija                | Kolumbija                | Kuba                     |
| Dominikanska republika   | Jamajka                  | Nizozemski Antili        | Urugvaj                  |
| ------------------------ | ------------------------ | ------------------------ | ------------------------ |

#### Skupina III
| Sodelujoče reprezentance | Sodelujoče reprezentance | Sodelujoče reprezentance | Sodelujoče reprezentance |
| Bolivija                 | Salvador                 | Gvatemala                | Haiti                    |
| Honduras                 | Panama                   | Portoriko                | Sveta Lucija             |
| ------------------------ | ------------------------ | ------------------------ | ------------------------ |

#### Skupina IV
| Sodelujoče reprezentance | Sodelujoče reprezentance | Sodelujoče reprezentance | Sodelujoče reprezentance |
| Barbados                 | Bermudi                  | Kostarika                |                          |
| Trinidad in Tobago       | Ameriški Deviški otoki   |                          |                          |
| ------------------------ | ------------------------ | ------------------------ | ------------------------ |

### Azijski in Oceanijski del

#### Skupina I
| Sodelujoče reprezentance   | Sodelujoče reprezentance | Sodelujoče reprezentance | Sodelujoče reprezentance |
| Ljudska republika Kitajska | Tajvan                   | Indija                   | Indonezija               |
| Japonska                   | Pakistan                 | Tajska                   | Uzbekistan               |
| -------------------------- | ------------------------ | ------------------------ | ------------------------ |

#### Skupina II
| Sodelujoče reprezentance | Sodelujoče reprezentance | Sodelujoče reprezentance | Sodelujoče reprezentance |
| Iran                     | Kazahstan                | Kuvajt                   | Libanon                  |
| Nova Zelandija           | Pacifiška Oceanija       | Filipini                 | Južna Koreja             |
| ------------------------ | ------------------------ | ------------------------ | ------------------------ |

#### Skupina III
| Sodelujoče reprezentance | Sodelujoče reprezentance | Sodelujoče reprezentance | Sodelujoče reprezentance |
| Bahrajn                  | Hongkong                 | Malezija                 | Katar                    |
| Saudova Arabija          | Šrilanka                 | Tadžikistan              | Vietnam                  |
| ------------------------ | ------------------------ | ------------------------ | ------------------------ |

#### Skupina IV
| Sodelujoče reprezentance | Sodelujoče reprezentance | Sodelujoče reprezentance | Sodelujoče reprezentance |
| Bangladeš                | Irak                     | Jordanija                | Kirgizistan              |
| Mjanmar                  | Oman                     | Singapur                 | Sirija                   |
| Turkmenistan             | Združeni arabski emirati |                          |                          |
| ------------------------ | ------------------------ | ------------------------ | ------------------------ |

### Evropski in Afriški del

#### Skupina I
| Sodelujoče reprezentance | Sodelujoče reprezentance | Sodelujoče reprezentance | Sodelujoče reprezentance |
| Belgija                  | Nemčija                  | Združeno kraljestvo      | Izrael                   |
| Italija                  | Luksemburg               | Maroko                   | Srbija in Črna gora      |
| Južna Afrika             | Zimbabve                 |                          |                          |
| ------------------------ | ------------------------ | ------------------------ | ------------------------ |

#### Skupina II
| Sodelujoče reprezentance | Sodelujoče reprezentance | Sodelujoče reprezentance | Sodelujoče reprezentance |
| Alžirija                 | Bolgarija                | Slonokoščena obala       | Estonija                 |
| Finska                   | Gruzija                  | Gana                     | Grčija                   |
| Madžarska                | Latvija                  | Monako                   | Norveška                 |
| Poljska                  | Portugalska              | Slovenija                | Ukrajina                 |
| ------------------------ | ------------------------ | ------------------------ | ------------------------ |

#### Skupina III

##### Prizorišče I
| Sodelujoče reprezentance | Sodelujoče reprezentance | Sodelujoče reprezentance | Sodelujoče reprezentance |
| Bosna in Hercegovina     | Danska                   | Egipt                    | Kenija                   |
| Litva                    | Severna Makedonija       | Madagaskar               | Namibija                 |
| ------------------------ | ------------------------ | ------------------------ | ------------------------ |

##### Prizorišče II
| Sodelujoče reprezentance | Sodelujoče reprezentance | Sodelujoče reprezentance | Sodelujoče reprezentance |
| Armenija                 | Ciper                    | Islandija                | Irska                    |
| Nigerija                 | San Marino               | Tunizija                 | Turčija                  |
| ------------------------ | ------------------------ | ------------------------ | ------------------------ |

#### Skupina IV
| Sodelujoče reprezentance | Sodelujoče reprezentance | Sodelujoče reprezentance | Sodelujoče reprezentance |
| Andora                   | Azerbajdžan              | Benin                    | Bocvana                  |
| Džibuti                  | Malta                    | Mavricij                 | Moldavija                |
| Ruanda                   | Senegal                  | Uganda                   |                          |
| ------------------------ | ------------------------ | ------------------------ | ------------------------ |